# Stor-Grundsjön (Anundsjö socken, Ångermanland)
Stor-Grundsjön är en sjö i Örnsköldsviks kommun i Ångermanland och ingår i Moälvens huvudavrinningsområde. Sjön har en area på 0,219 kvadratkilometer och ligger 296,9 meter över havet. Stor-Grundsjön ligger i Pengsjökomplexet Natura 2000-område.

## Delavrinningsområde
Stor-Grundsjön ingår i det delavrinningsområde (706507-158816) som SMHI kallar för Utloppet av Stor-Grundsjön. Medelhöjden är 316 meter över havet och ytan är 1,92 kvadratkilometer. Det finns ett avrinningsområde uppströms, och räknas det in blir den ackumulerade arean 2,94 kvadratkilometer. Vattendraget som avvattnar avrinningsområdet har biflödesordning 4, vilket innebär att vattnet flödar genom totalt 4 vattendrag innan det når havet efter 105 kilometer. Avrinningsområdet består mestadels av skog (29 procent) och sankmarker (52 procent). Avrinningsområdet har 0,22 kvadratkilometer vattenytor vilket ger det en sjöprocent på 11,5 procent.